# États-Unis c. Cooley
 (avril 2025).
États-Unis contre Cooley (2021) fait référence à une affaire portée devant la Cour suprême des États-Unis concernant les pouvoirs de la police tribale.

## Affaire
L'affaire débute en 2016, lorsqu’un policier tribal procède à l’arrestation d’un automobiliste non tribal, trouvé en possession d’armes à feu et de drogues,. Lors du passage de l’affaire en première et seconde instance, il est soutenu que les preuves recueillies par la police amérindienne ne devraient pas être admissibles dans les affaires concernant des non-Amérindiens.

## Décision
L'affaire est plaidée le 23 mars 2021. Il est alors décidé, le 1er juin 2021, à l'unanimité, que  la police tribale a l’autorisation de détenir et enquêter sur les personnes soupçonnées d'activités criminelles sur les terres tribales, indépendamment de leur « statut racial »,. La Cour a jugé que dans de tels cas, les non-autochtones peuvent être détenus s'ils se trouvent sur un droit de passage public à l'intérieur d'une réserve,. Cette détention doit être d’une durée raisonnable, jusqu'à ce que la police non tribale arrive sur place  afin de prendre en charge l’incident en cause. L'opinion vis-à-vis de cette affaire a été rédigée par le juge Stephen Breyer. Une opinion concordante avec la précédente a été rédigée par le juge Samuel Alito.